# Hausberg (Jena)

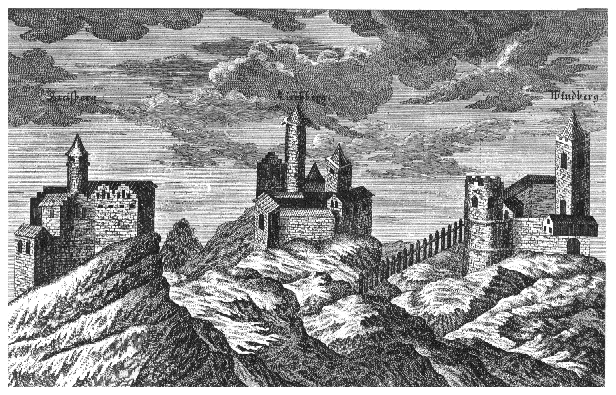
Historische Ansicht der Hausbergburgen

Der Hausberg bei Jena ist ein langgestreckter 391,7 m ü. NHN hoher Muschelkalkberg östlich von Jena in Thüringen. Der Berg, auf dem sich der Aussichtsturm Fuchsturm befindet, ist ein beliebtes stadtnahes Wanderziel.

## Geografie
Der Hausberg liegt östlich des Jenaer Stadtzentrums und ist über die Ziegenhainer Höhe (ca. 375 m) mit der Muschelkalkhochfläche der Wöllmisse verbunden. Die unmittelbar oberhalb des Saaletales gelegene Bergkuppe der Wilhelmshöhe erreicht noch eine Höhe von 350 m. Nördlich im Tal des Gembdenbaches liegt der Stadtteil Wenigenjena, östlich Jenaprießnitz und südlich im Ziegenhainer Tal der Ort Ziegenhain.

## Burganlagen („Kirchberger Schlösser“)
Auf dem Hausberg befanden sich vier mittelalterliche Burganlagen, von denen außer einigen Mauerresten heute nur noch der markante 30 m hohe Fuchsturm erhalten ist. Die vier Burgen auf dem Hausberg werden fälschlicherweise auch Kirchberger Schlösser genannt, obwohl nur drei den Burggrafen von Kirchberg gehörten. Der Hausberg erwies sich im Mittelalter als strategisch günstig, da unterhalb des Berges ein alter Saaleübergang lag. Von der Höhe aus konnte außerdem der Verkehr über die Wöllmisse, durch das Gembdental und durch das Ziegenhainer Tal kontrolliert werden. Zwei der vier Anlagen wurden 1304 von den Erfurtern erobert.

### Burg Greifenberg
Das edelfreie Geschlecht der Greifberger wurde erstmals 1156 erwähnt. Ihre anfängliche edelfreie Stellung mussten sie aufgeben und gerieten in Abhängigkeit der Wettiner. Nach deren Aussterben kam es in burggräflichen Besitz, weswegen es 1304 auch stark in Mitleidenschaft gezogen wurde. 1345 übergaben die Burggrafen von Kirchberg als Vergleich die Burg an die Wettiner. Danach fiel die Anlage in die Bedeutungslosigkeit. Nach ihr werden keine Burgherren mehr benannt.

### Burg Kirchberg I
Ob es sich bei der auf der zweiten Kuppe von Westen befindliche Ruine um die ottonische Burg, die vermutlich 937 erstmals erwähnt wird, handelt, ist umstritten. Für das 10. Jh. ist zumindest eine so bezeichnete Burg als Mittelpunkt eines Krongutbezirkes belegt, die gleichzeitig eine Kaiserpfalz war. Selbige Burg besuchten nachweislich Otto I., Otto II. und Heinrich II.
Die hier vorhandene Burgruine birgt zwar Keramik des 10. Jh., steht aber in aus methodischen Gründen im Gegensatz zu anderen bekannten Anlagen dieser Art. Bauliche Reste können lediglich ins 12. Jh. datiert werden und spielen zusammen mit dem Auftreten der Burggrafen von Kirchberg 1149. Die Burggrafen von Kirchberg, die um 1200 zu den mächtigsten Herren im östlichen Thüringen gehörten, waren anfänglich königliche, später wettinische Ministerialen und behaupteten ihren Besitz bis 1348. 1469 wird noch eine Kapelle auf Kirchberg erwähnt, die nach Jenaprießnitz gepfarrt war.

### Burg Kirchberg II
Auf der nächsten Bergkuppe in Richtung Osten findet sich eine weitere Burgruine, die ebenfalls als Kirchberg bezeichnet wird und lange als identisch mit der Königspfalz angesehen wurde. Matthias Rupp hat dies anschaulich widerlegt. Wahrscheinlicher ist, dass diese Burg durch die Wettiner errichtet wurde, auf der auch Markgraf Heinrich II. den Grafen Konrad von Wettin festhielt. Seit dem 13. Jh. wird sie von wettinischen Ministerialen verwaltet, die sich u. a. auch nach Kirchberg benannte. 1304 wurde diese Burg verschont, verlor aber nach der Verlegung des Amtssitzes der wettinischen Pflege nach Wintberg an Bedeutung und verfiel. Lediglich der Bergfried (Fuchsturm) der Burg Kirchberg blieb erhalten, wurde mehrfach restauriert und ist heute wieder als Aussichtsturm zugänglich. Gleich daneben wurde im 19. Jahrhundert das Fuchsturmhaus errichtet, das heute noch als beliebte Gaststätte und Ausflugslokal besteht.

### Burg Wintberg
Die östlichste Anlage auf dem Hausberg wurde 1279 erstmals erwähnt und wegen der Konsolidierung der Herrschaft der Kirchberger errichtet. Nach den Befunden bestand die Burg etwa von 1200 bis ins 14. Jahrhundert. Von Wintberg konnten einige Gebäudereste freigelegt werden, u. a. Grundmauern eines Wohnturmes. Wintberg soll als Wohnschloss der Burggrafen von Kirchberg errichtet worden sein und fiel später an die Wettiner. Auch dort befand sich bis ins 15. Jh. eine Kapelle, die nach Jenaprießnitz eingepfarrt war.

## Sonstiges
Der erste Geologische Lehrpfad von Jena führt von Jena-Ost kommend über die Nordseite des Hausberges bis zu den Geologischen Steinmalen hinter dem Fuchsturm; eine 1936 eingerichtete Weihestätte des Bundes der Thüringer Berg-, Burg- und Waldgemeinden.

## Sagen und Romane
Ferdinand Köcher: Die Burggrafen von Kirchberg. Verlag Beier & Beran, Langenweißbach 2025, 288 S., ISBN 978-3-910141-15-5 (romanartige Erzählung der Kirchberger Fehde mit der Stadt Erfurt im 14. Jh., wobei die Hausbergburgen belagert und zerstört wurden)